# Dagmar Svatková
Dagmar Svatková (* 29. června 1946 Pacov) je česká knihovnice, pedagožka, ředitelka Knihovny města Plzně.

## Profesní život

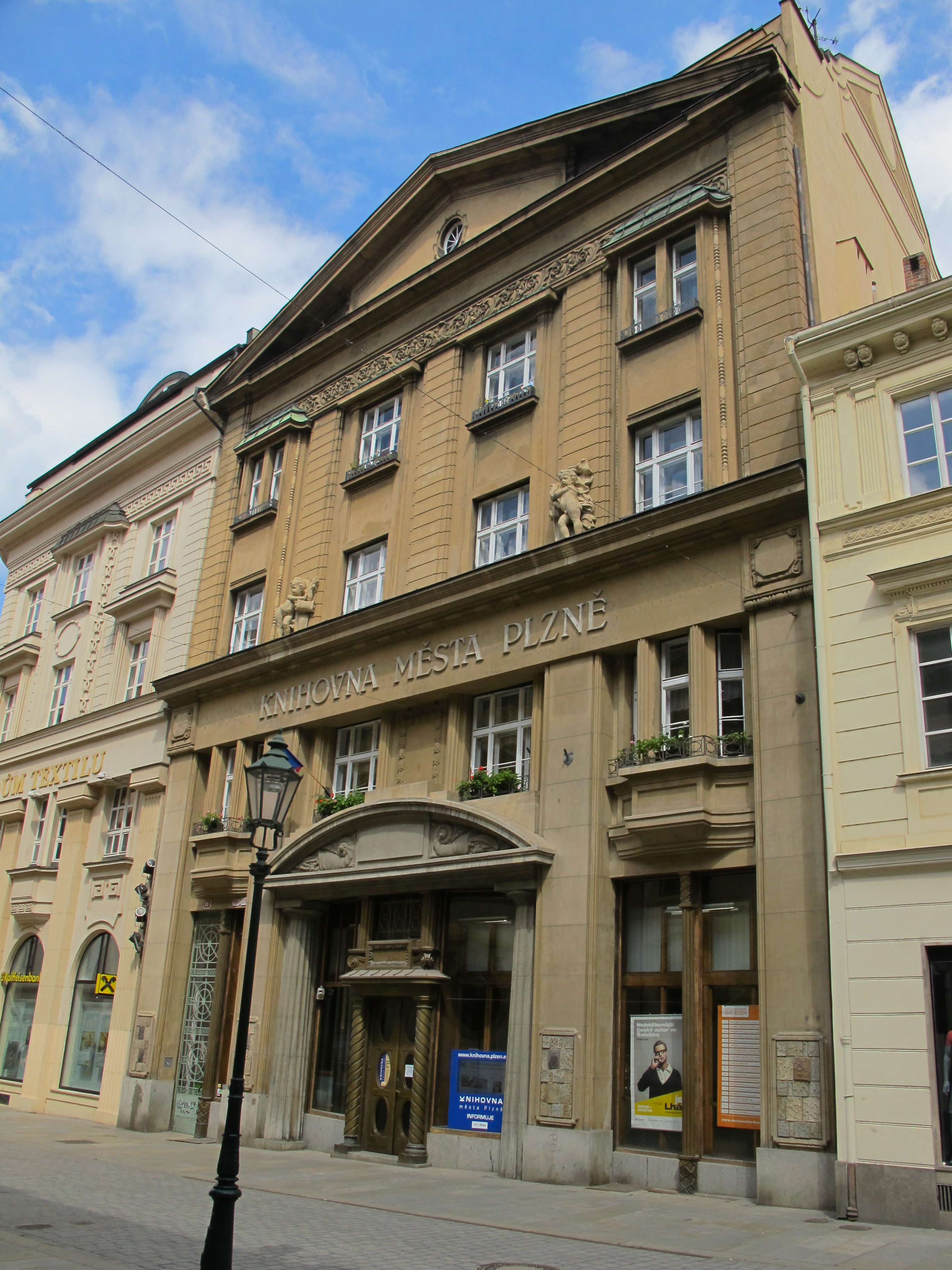
Knihovna města Plzně

Dagmar Svatková se narodila v Pacově, okres Pelhřimov 29. června 1946. Po ukončení gymnázia absolvovala dvouletou nástavbu na Střední knihovnické škole vPraze a začala pracovat v roce 1965 na pozici knihovnice v Krajské knihovně v Plzni (nyní Knihovna města Plzně). Jejím profesním zájmem byla především metodická práce s knihovnami, ve které působila i po svém přestupu v roce 1977 do Státní vědecké knihovny ( dnes Studijní a vědecká knihovna Plzeňského kraje). V knihovně vedla oddělení metodiky a výzkumu knihovnictví, věnovala se sjednocení standardů v knihovnách a metodické činnosti pro knihovny v kraji. Vystudovala katedru knihovnictví a vědeckých informací na Filosofické fakultě Univerzity Karlovy, kde v roce 1980 obhájila doktorát. V roce 1990 nastoupila na místo ředitelky Knihovny města Plzně, kde působila do roku 2009. V knihovně řešila prostorové a skladové problémy, personální obsazení, ale sledovala i výzkumné práce z oboru knihovnictví. Po zrušení poboček zajistila přístup ke čtenářům zřízením bibliobusu, který od roku 1996 pravidelně jezdí do odlehlejších míst města. Aktivně se zúčastňovala v roce 1989 aktivit při znovuzaložení Svazu knihovníků a informačních pracovníků (SKIP) a byla iniciátorkou a několikaletou předsedkyní sekce veřejných knihoven. V lednu 1997 po ustavení Asociace knihoven České republiky byla zvolena do prvního předsednictva. Od roku 1980 se zabývala vzděláváním knihovníků, nejdříve v konzultačním středisku pražské Střední knihovnické škole, které působilo v Plzni a po jeho zrušení se podílela na profilování rekvalifikačních knihovnických kurzů. Aktivně prosazovala vznik vysokoškolského knihovnického vzdělání na Západočeské univerzitě kde také vyučovala. Publikovala články v odborných časopisech a regionálních novinách. Pod jejím vedením vydala Knihovna města Plzně řadu bibliografií a publikací upozorňujících na výročí či osobnosti regionu, podílela se na založení nového kulturního časopisu Spektrum: zrcadlení plzeňské kultury (1998–2002). Byla dlouholetou členkou redakční rady časopisu Čtenář. Během svého profesního života byla předsedkyní Západočeské společnosti IBBY (Board on Books for Young People – Mezinárodní sdružení pro dětskou knihu), členkou Ústřední knihovnické rady (poradní a koordinační orgán ministra kultury České republiky). Jejím manželem byl filozof, pedagog a ekonom PhDr. Jan Svatek (1932–2023). Žije v Plzni.

### Ocenění
- 2010 Medaile Zdeňka Václava Tobolky za rozvoj českého knihovnictví[10]

- 2014 Pečeť města Plzně za dlouholeté a přínosné působení v plzeňských knihovnách[11]

## Dílo - výběr
- Kartotéky v bibliograficko-informační službě: metodická pomůcka pro veřejné knihovny Západočeského kraje. Plzeň: Státní vědecká knihovna, 1983. 44 s. Studie, bibliografie, dokumenty Státní vědecké knihovny v Plzni.

- Koncepce další činnosti Knihovny města Plzně. V Plzni: Knihovna města Plzně, [1996]. 22 s., [24] s. příl.
- "Mal bayerisch - mal bömisch", Geschichten, die Brücken bauen = "Jednou bavorsky - jednou česky", dějiny, které staví mosty. 1. Aufl. Pilsen: František Spurný, 2007. 238 s. ISBN 978-80-903560-3-0

##### Vedoucí bakalářských a diplomových prací:
- Chomátová, Šárka. Public relations v knihovnách na příkladu Knihovny města Plzně: bakalářská práce. Plzeň: Šárka Chomátová, 1999. 47 s.
- Žatkovičová, Lenka. Marketingový management Knihovny města Plzně: diplomová práce. Plzeň: Lenka Žatkovičová, 2000. 93 s., [3] s.obr.příl.
- Rychtaříková, Aneta. Historický vývoj Knihovny města Plzně v období 1945 - 1989. Plzeň: s. n., 2012. 84 s.
- Adamcová, Klára. Knihovna státního zámku Kynžvart: bakalářská práce. Plzeň: Klára Adamcová, 2014. 56 stran, ix stran obrazových příloh.
- Schaffer, Patrik. Dějiny knihy, tisku a ostatních médií: nejvýznamnější staroegyptské písemné památky a jejich členění: bakalářská práce [rukopis]. 2016. 86 listů.